# 青森県立田子高等学校
青森県立田子高等学校（あおもりけんりつ たっここうとうがっこう）は、青森県三戸郡田子町大字相米字蝦夷舘にあった県立高等学校。

## 概要
- 設置学科　全日制課程　
  - 普通科

## 沿革
- 1952年（昭和27年）4月1日 - 青森県立三戸高等学校田子分校設置許可される。
- 1953年（昭和28年）3月15日 - 青森県教育委員会告示第3号により青森県立三戸高等学校田子分校となる。
- 1958年（昭和33年）8月5日 - 田子分校新校舎に移転。
- 1962年（昭和37年）4月1日 - 田子分校昼間制となる。
- 1965年（昭和40年）9月30日 - 校舎2教室増築。
- 1971年（昭和46年）12月28日 - 体育館竣工。
- 1974年（昭和49年）10月30日 - 特別教室棟(特別教室4教室･準備室2)竣工。
- 1975年（昭和50年）4月1日 - 県立移管･全日制課程設置(定時制1･2年は全日制に転籍)
- 1977年（昭和52年）3月31日 - 定時制課程閉校。
- 1978年（昭和53年）
  - 3月17日 - プレハブ(教室)1教室増築。
  - 4月1日 - 独立昇格し青森県立田子高等学校となる。
- 1979年（昭和54年）
  - 7月1日 - 新校舎落成、移転。
  - 11月30日 - 第二体育館竣工。
- 1981年（昭和56年）8月31日 - 水泳プール(25m･8コース)完成。
- 1983年（昭和58年）7月1日 - 校門完成。
- 1984年（昭和59年）6月30日 - 雄心会館完成。
- 1987年（昭和62年）1月29日 - 雄心会館裏に東屋完成。
- 1988年（昭和63年）
  - 2月15日 - 弓道場完成。
  - 10月7日 - 独立10周年記念式典挙行。校訓碑建立。
- 1989年（平成元年）7月12日 - 部室完成。
- 1990年（平成2年）4月1日 - 1学級減、募集定員90名。
- 1993年（平成5年）4月1日 - 国際教養コース設置。
- 1994年（平成6年）4月1日 - 募集定員86名（2学級）。
- 1997年（平成9年）12月20日 - 第1体育館、情報処理教室改修工事完了。
- 1998年（平成10年）
  - 10月8日 - 創立45周年・独立20周年記念式典挙行。
  - 10月30日 - 青森県高等学校総合文化祭開会式記念パレード｢流し踊り｣披露。
- 2001年（平成13年）4月1日 - 田子中学校および上郷中学校との連携型中高一貫教育の導入。
- 2002年（平成14年）
  - 2月10日 - 介護福祉教室完成。
  - 8月10日 - 第26回全国高等学校総合文化祭郷土芸能部門｢流し踊り｣出場。
- 2003年（平成15年）4月1日 - 募集定員70名（2学級）。
- 2004年（平成16年）
  - 4月1日 - 2学期制の導入。文部科学省中高一貫教育改善充実指定校。
  - 11月4日 - 県立田子高等学校植栽工事完了（中庭）。
- 2006年（平成18年）4月1日 - 文部科学省中高一貫教育改善充実指定校(2期目)。
- 2007年（平成19年）3月9日 - 管理特別棟大規模改修工事完了。
- 2008年（平成20年）11月22日 - 創立55周年・独立30周年記念式典挙行。
- 2009年（平成21年）4月1日 - 3学期制へ移行。文部科学省学力向上実践研究推進校(3年間)。
- 2010年（平成22年）8月5日 - 第34回全国高等学校総合文化祭郷土芸能部門最優秀賞・文部科学大臣賞受賞。
- 2012年（平成24年）
  - 1月13日 - 第1体育館耐震補強工事完了。
  - 9月30日 - 第2体育館耐震補強工事完了。
- 2014年（平成26年）10月20日 - 煙突改築工事完了。
- 2015年（平成27年）4月1日 - 募集定員40名（1学級）。
- 2017年（平成29年）11月10日 - 第1体育館外部改修工事完了。
- 2020年（令和2年）
  - 4月1日 - 同年（2020年）度から、募集停止[1]。
  - 7月26日 - 郷土芸能部が全国高校総合文化祭に

最後の出場として演技を収録。大会は8月に高知市で開催予定だったが、新型コロナウイルス感染拡大を受けて中止となり映像審査となった。
- 2021年（令和3年）10月30日 - 閉校式挙行[3]。
- 2022年（令和4年）
  - 3月1日 - 最後の卒業式挙行。
  - 3月31日 - 閉校[4]。

## 鋼領
己を知り

夢をもち

気力と深い思慮をもって

今を生きる人たらん

## 部活動
運動部
- 陸上競技
- 硬式野球
- バスケットボール
- ソフトテニス
- 弓道

文化部
- 家庭
- 郷土芸能-第34回全国高等学校総合文化祭宮崎大会にて最優秀賞を5年連続受賞[5]。